# Casinaria buddha
Casinaria buddha är en stekelart som beskrevs av Maheshwary och Gupta 1977. Casinaria buddha ingår i släktet Casinaria och familjen brokparasitsteklar. Inga underarter finns listade.